# Funaria bergiana
Funaria bergiana là một loài Rêu trong họ Funariaceae. Loài này được (Hornsch.) Broth. mô tả khoa học đầu tiên năm 1903.